# Грасс
Грасс, Ґрасс (фр. Grasse) — місто та муніципалітет у Франції, у регіоні Прованс — Альпи — Лазурний Берег, департамент Приморські Альпи. Населення — 48 323 особи (01.01.2021).
Муніципалітет розташований на відстані близько 680 км на південний схід від Парижа, 135 км на схід від Марселя, 29 км на захід від Ніцци.
Грасс відомий своєю парфумерною промисловістю та як одне з місць, де відбувається дія роману «Парфуми» Патріка Зюскінда.

## Історія
Місто засноване в XI столітті. 1125 року Грасс став резиденцією єпископа Антіба. 1155 року Грасс став єпископським містом, почав відігравати важливу роль у торговельних відносинах з Генуєю та Пізою. 1482 року разом з Провансом став частиною Франції. З XVI століття в Грассі почало розвиватися парфюмерне виробництво.
Під час Ста днів у 1815 році Наполеон I висадився в бухті Гольф-Жюан і з невеликою армією пішов на Париж шляхом, який згодом назвуть дорогою Наполеона. У друкарні Грасса, розташованого в 15 кілометрах від місця висадки, було надруковано відозву до народу та армії.
Грасс відомий своїм парфумерним виробництвом. У середньовіччя тут розташовувалися шкіряні майстерні, від яких ширився неприємний запах. За легендою, щоб збити його, в Грассі почали використовувати суміші ефірних олій, квітів, спецій. Так з'явилися перші парфумери і парфуми.

## Пам'ятки
- Нотр-Дам-дю-Пюї — кафедральний собор
- Вілла-музей Фрагонара
- Міжнародний музей парфумерії
- Музей провансальського мистецтва та історії (Musée d'Art et d'Histoire de la Provence)
- Морський музей
- Сад рослин та інші сади міста

## Демографія
Динаміка населення (INSEE ):
Розподіл населення за віком та статтю (2006):
| Стать | Всього | До 15 років | 15-24 | 25-44 | 45-64 | 65-85 | Понад 85 |
| --- | ------ | ----------- | ----- | ----- | ----- | ----- | -------- |
| Чоловіки | 23 640 | 4640        | 3195  | 6685  | 5838  | 2996  | 286      |
| Жінки | 25 179 | 4451        | 2590  | 7000  | 6277  | 3974  | 887      |
| \| Статево-вікова піраміда \| Статево-вікова піраміда \| Статево-вікова піраміда \| \| ----------------------- \| ----------------------- \| ----------------------- \| \| Чоловіки \| Вік \| Жінки \| \| 286 \| 85 + \| 887 \| \| 435 \| 80-84 \| 828 \| \| 751 \| 75-79 \| 992 \| \| 810 \| 70-74 \| 1151 \| \| 1000 \| 65-69 \| 1003 \| \| 1105 \| 60-64 \| 1228 \| \| 1497 \| 55-59 \| 1498 \| \| 1563 \| 50-54 \| 1635 \| \| 1673 \| 45-49 \| 1916 \| \| 1794 \| 40-44 \| 1894 \| \| 1736 \| 35-39 \| 1856 \| \| 1683 \| 30-34 \| 1775 \| \| 1472 \| 25-29 \| 1475 \| \| 1349 \| 20-24 \| 1221 \| \| 1846 \| 15-20 \| 1369 \| \| 1498 \| 10-14 \| 1541 \| \| 1492 \| 5-9 \| 1401 \| \| 1650 \| 0-4 \| 1509 \| |        |             |       |       |       |       |          |
| Статево-вікова піраміда |        |             |       |       |       |       |          |
| Чоловіки | Вік    | Жінки       |       |       |       |       |          |
| 286 | 85 +   | 887         |       |       |       |       |          |
| 435 | 80-84  | 828         |       |       |       |       |          |
| 751 | 75-79  | 992         |       |       |       |       |          |
| 810 | 70-74  | 1151        |       |       |       |       |          |
| 1000 | 65-69  | 1003        |       |       |       |       |          |
| 1105 | 60-64  | 1228        |       |       |       |       |          |
| 1497 | 55-59  | 1498        |       |       |       |       |          |
| 1563 | 50-54  | 1635        |       |       |       |       |          |
| 1673 | 45-49  | 1916        |       |       |       |       |          |
| 1794 | 40-44  | 1894        |       |       |       |       |          |
| 1736 | 35-39  | 1856        |       |       |       |       |          |
| 1683 | 30-34  | 1775        |       |       |       |       |          |
| 1472 | 25-29  | 1475        |       |       |       |       |          |
| 1349 | 20-24  | 1221        |       |       |       |       |          |
| 1846 | 15-20  | 1369        |       |       |       |       |          |
| 1498 | 10-14  | 1541        |       |       |       |       |          |
| 1492 | 5-9    | 1401        |       |       |       |       |          |
| 1650 | 0-4    | 1509        |       |       |       |       |          |

## Економіка
2010 року серед 33 025 осіб працездатного віку (15—64 років) 24 543 були активними, 8482 — неактивними (показник активності 74,3%, у 1999 році було 69,2%). З 24 543 активних мешканців працювали 21 534 особи (10 964 чоловіки та 10 570 жінок), безробітними було 3009 (1417 чоловіків та 1592 жінки). Серед 8482 неактивних 2694 особи були учнями чи студентами, 2055 — пенсіонерами, 3733 були неактивними з інших причин.

У 2010 році в муніципалітеті числилось 21648 оподаткованих домогосподарств, у яких проживали 52115,5 особи, медіана доходів виносила 19 111 євро на одного особоспоживача

## Видатні люди
народилися
- Жан Оноре Фрагонар (1732—1806) — французький художник епохи рококо.
- Жан-Клод Еллена (1947) — французький парфумер.

жили
- Іван Бунін (1870—1953) — письменник.

померли
- Колюш (1944—1986) — французький комік, актор, сценарист.
- Едіт Піаф (1915—1963) — знаменита французька співачка і акторка.
- Адрієн Бертран (1888—1917) — французький письменник і журналіст.

## Міста-побратіми
- Інгольштадт, Німеччина (1963)
- Ополе, Польща (1964)
- Marblehead, Massachusetts, США (1986)
- Мурсія, Іспанія (1990)
- Каррара, Італія (1995)
- Ар'яна, Туніс (1999)